# Herschel M. Hogg

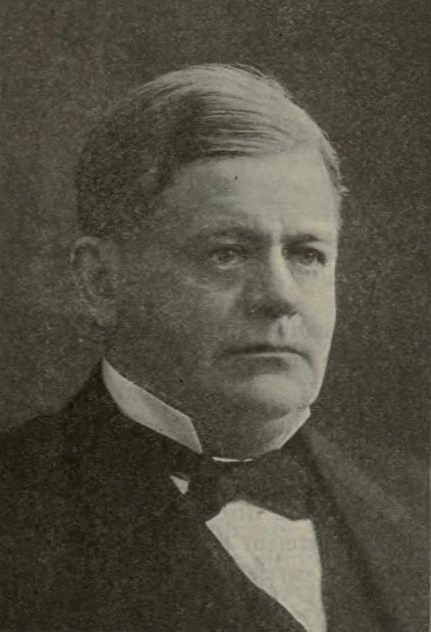
Herschel M. Hogg

Herschel Millard Hogg (* 21. November 1853 in Youngstown, Ohio; † 27. August 1934 in Denver, Colorado) war ein US-amerikanischer Politiker. Zwischen 1903 und 1907 vertrat er den zweiten Wahlbezirk des Bundesstaates Colorado im US-Repräsentantenhaus.

## Werdegang
Herschel Hogg besuchte die öffentlichen Schulen seiner Heimat und danach bis 1876 das Monmouth College in Illinois. Nach einem anschließenden Jurastudium und seiner 1878 erfolgten Zulassung als Rechtsanwalt begann Hogg in Indianola (Iowa) in seinem neuen Beruf zu arbeiten. Im Jahr 1881 zog er nach Gunnison in Colorado, wo er ebenfalls als Anwalt praktizierte. Außerdem war er zwischen 1882 und 1883 juristischer Vertreter seiner neuen Heimatstadt. Von 1885 bis 1893 war Hogg Staatsanwalt im siebten Gerichtsbezirk von Colorado. Ab 1888 war er in Telluride ansässig. Zwischen 1890 und 1898 war er Anwalt dieser Stadt und von 1890 bis 1902 war er Bezirksstaatsanwalt im San Miguel County.
Hogg war Mitglied der Republikanischen Partei. 1902 wurde er im zweiten Distrikt von Colorado in das US-Repräsentantenhaus in Washington gewählt. Dort löste er am 4. März 1903 John Calhoun Bell von der Populist Party, den er bei den Wahlen geschlagen hatte, ab. Nach einer Wiederwahl im Jahr 1904 konnte er bis zum 3. März 1907 zwei Legislaturperioden im Kongress absolvieren. 1906 verzichtete Hogg auf eine erneute Kandidatur. Nach dem Ende seiner Zeit im Kongress praktizierte er als Anwalt in Cortez. 1915 zog er sich ganz aus der Politik zurück. In den folgenden Jahren war er im Bergbau tätig. Seinen Wohnsitz hatte er nach Denver verlegt, wo er 1934 verstarb.